# Johannes-von-Nepomuk-Kapelle (Fettehenne)

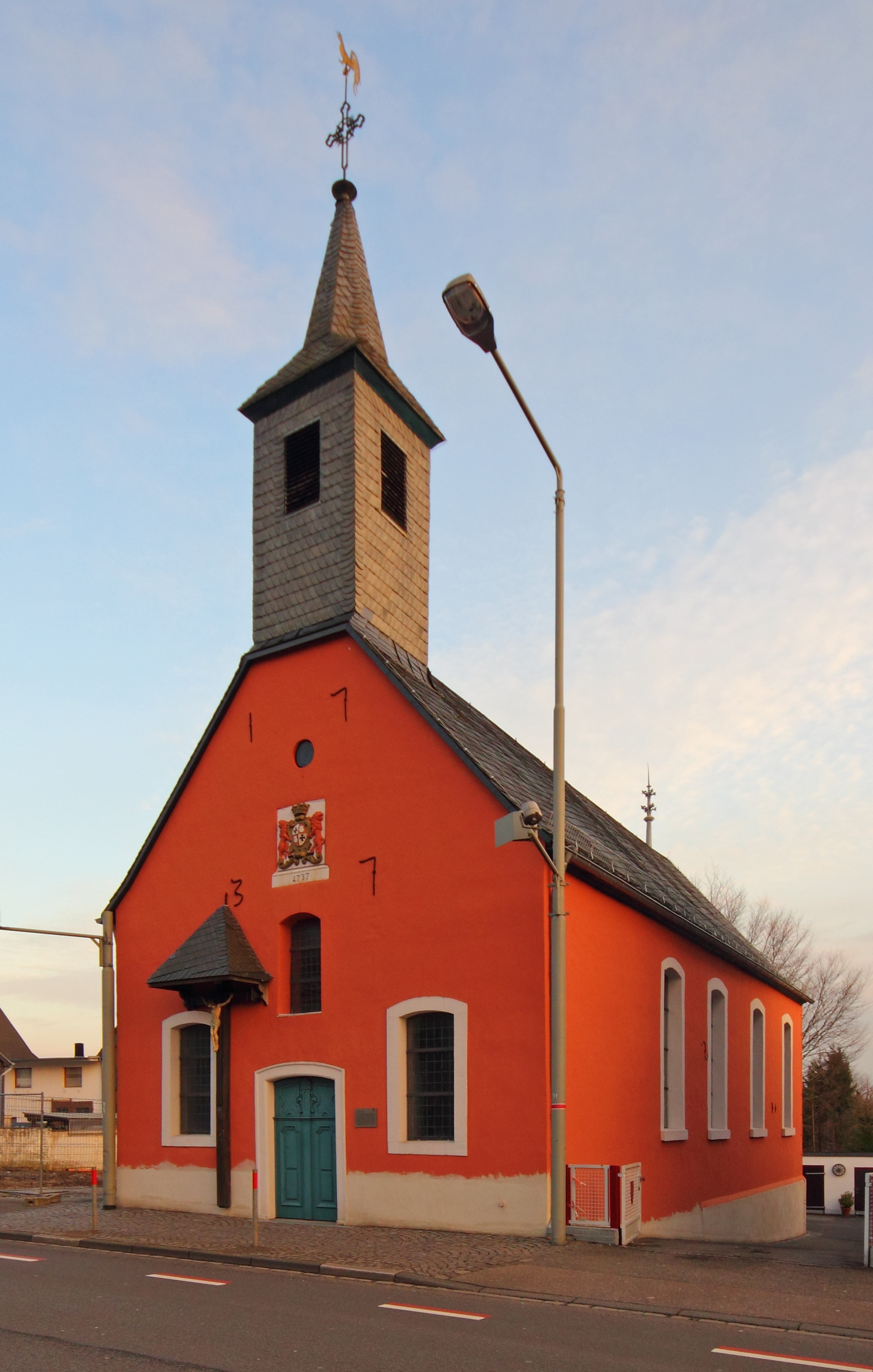
Johannes-von-Nepomuk-Kapelle

Die Kapelle Johannes von Nepomuk ist ein katholisches Gotteshaus im Leverkusener Stadtteil Steinbüchel/Fettehenne. Sie liegt auf dem Gebiet der Pfarrgemeinde St. Matthias und wird auch als „Alte Kirche“ bezeichnet.

## Geschichte
Im Jahr 1582 wurde erstmals eine Kapelle am Ort der heutigen Johannes-von-Nepomuk-Kapelle in Fettehenne erwähnt. Sie war dem Heiligen Antonius mit der Sau gewidmet und wurde um 1700 abgebrochen.
Laut einer Datierung in Eisenankern stammt die jetzige Kapelle aus dem Jahr 1737. Sie konnte durch eine Spende der Witwe Katharina Katternbach an den Landkomtur des Deutschen Ordens Jobst Mauritz Droste zu Senden neu errichtet werden. Am Giebel über dem Eingang ist das Wappen des Landkomturs angebracht. Eine Erweiterung im Jahr 1847 vergrößerte die Kapelle an der Altarseite um 10 Meter.

## Glocken
Im Dachreiter über der Eingangsfassade hängen zwei Glocken:
| Glocke | Gussjahr | Gießer                                       | Durchmesser | Masse | Schlagton (HT-1/16) |
| ------ | -------- | -------------------------------------------- | ----------- | ----- | ------------------- |
| 1      | 1891     | Johann Peter Hausen, Glockengießerei Mabilon | 565 mm      | 95 kg | f2 −3               |
| 2      | ?        | Karl (I) Otto, Glockengießerei Otto          | 455 mm      | 60 kg | a2 +1               |